# 아우구스토 몬테로소
아우구스토 몬테로소(Augusto Monterroso, 본명: Augusto Monterroso Bonilla, 1921년 12월 21일 ∼ 2003년 2월 7일)는 온두라스의 작가이다.

## 생애
아우구스토 몬테로소는 1921년 12월 21일, 온두라스의 테구시갈파에서 태어났다. 어머니는 온두라스, 아버지는 과테말라 사람이었다. 15세 때 가족과 함께 과테말라로 이주해 청소년기를 보냈다. 독재자 호르헤 우비코와 대규모 바나나 농장을 소유한 미국의 다국적 기업에 반대하다가, 1944년 7월 멕시코로 정치적 망명을 했다. 이후로 과테말라에 하코보 아르벤스 민주정권이 들어서면서, 그는 볼리비아 주재 영사에 임명되어 라파스로 부임했다. 그러나 또 미국이 개입하면서 아르벤스 정권이 무너지자, 사임하고 다시 멕시코로 돌아가 교육과 출판에 관련된 일에 전념했다. 그는 항상 자신을 어느 한 국가의 국민이라기보다는 중앙아메리카 사람이라고 생각했다.
집안 분위기가 아주 개방적이었던 몬테로소는 11세부터 학교 교육을 포기하고 독학을 했다. 과테말라로 이주한 이듬해 1937년에, 그는 ‘과테말라의 젊은 예술가와 작가 모임’을 결성했다. 그리고 1941년엔 초기 단편들을 신문과 잡지에 기고하면서 작가의 길로 들어섰다. 1959년 첫 작품집인 ≪전집(그리고 다른 이야기들)≫ 이 나오자 그는 국제적으로 유명해졌다. 특히 그 책에 실린 ＜그 공룡＞이라는 작품은 중남미 문학사에서 가장 짧은 이야기로 알려지게 되었다. 1969년에 두 번째 작품집 ≪검은 양과 또 다른 우화들(La oveja negra y demás fábulas)≫이 출간되면서, 그는 작가로서 한층 견고하게 입지를 굳히게 되었다. 그리고 멕시코 국립자치대학 문화원과 국립현대미술관에서 주관하는 소설 창작교실을 지도하면서 다수의 뛰어난 작가들을 배출했다. 그의 부인도 당시에 제자였다.
1972년에 발표한 ≪영원한 움직임(Movimiento perpé- tuo)≫은 그해 최우수도서로 선정되었고, 1975년에는 하비에르 비야우르티아 문학상을 받았다. 그리고 1978년에 그의 유일한 장편소설 ≪나머지는 침묵: 에두아르도 토레스의 삶과 작품(Lo demás es silencio: La vida y la obra de Eduardo Torres)≫이 출간되었다. 1990년대부터는 과테말라와 멕시코에서 수많은 문학상을 받았다. 특히 두 나라에서 각각 최고의 문학상인 미겔 앙헬 아스투리아스(Miguel Angel Asturias) 상과 후안 룰포(Juan Rulfo) 상을 받았다. 그리고 2000년에는 스페인어권 최고의 문학상이라고 할 수 있는 아스투리아스 왕자(Príncipe de Asturias) 상을 받았다. 그는 2003년 2월 심장마비로 생을 마감했으며, 다음과 같은 작품들을 남겼다. ≪우화 중심부로의 여행≫(1981), ≪요술 같은 말≫(1983), ≪글자 e: 어느 일기의 구절들≫(1987), ≪황금을 찾는 사람들≫(1993), ≪암소≫(1996), ≪중남미의 새들≫(1998), ≪문학과 삶≫(2001).